# Большой Торонто

Большой Торонто

Большо́й Торо́нто (англ. Greater Toronto Area, GTA) — крупнейшая агломерация Канады с центром в городе Торонто. Включает Торонто и четыре региональных муниципалитета: Холтон, Пил, Йорк и Дарем. Часто неофициально включается город Гамильтон.
По результатам переписи 2016 года население агломерации составляло 6 417 516 жителей. Площадь агломерации — 7124 км² при плотности населения около 850 чел./км².
Содержит более тесную агломерацию Голден-Хорсшу.
В обширных областях на территории агломерации остаются сельхозугодья и леса, что является одной из отличительных черт географии Большого Торонто.